# Качалинський Санаторій
Качалинський Санаторій (рос. Качалинский Санаторий) — населений пункт у Іловлінському районі Волгоградської області Російської Федерації.
Населення становить 141 особу. Входить до складу муніципального утворення Качалинське сільське поселення.

## Історія
Населений пункт розташований у межах українського історичного та культурного регіону Жовтий Клин.
Від 1965 року належить до Іловлінського району.

## Населення
| 2010 |
| ---- |
| 141  |